# Scott Wittman

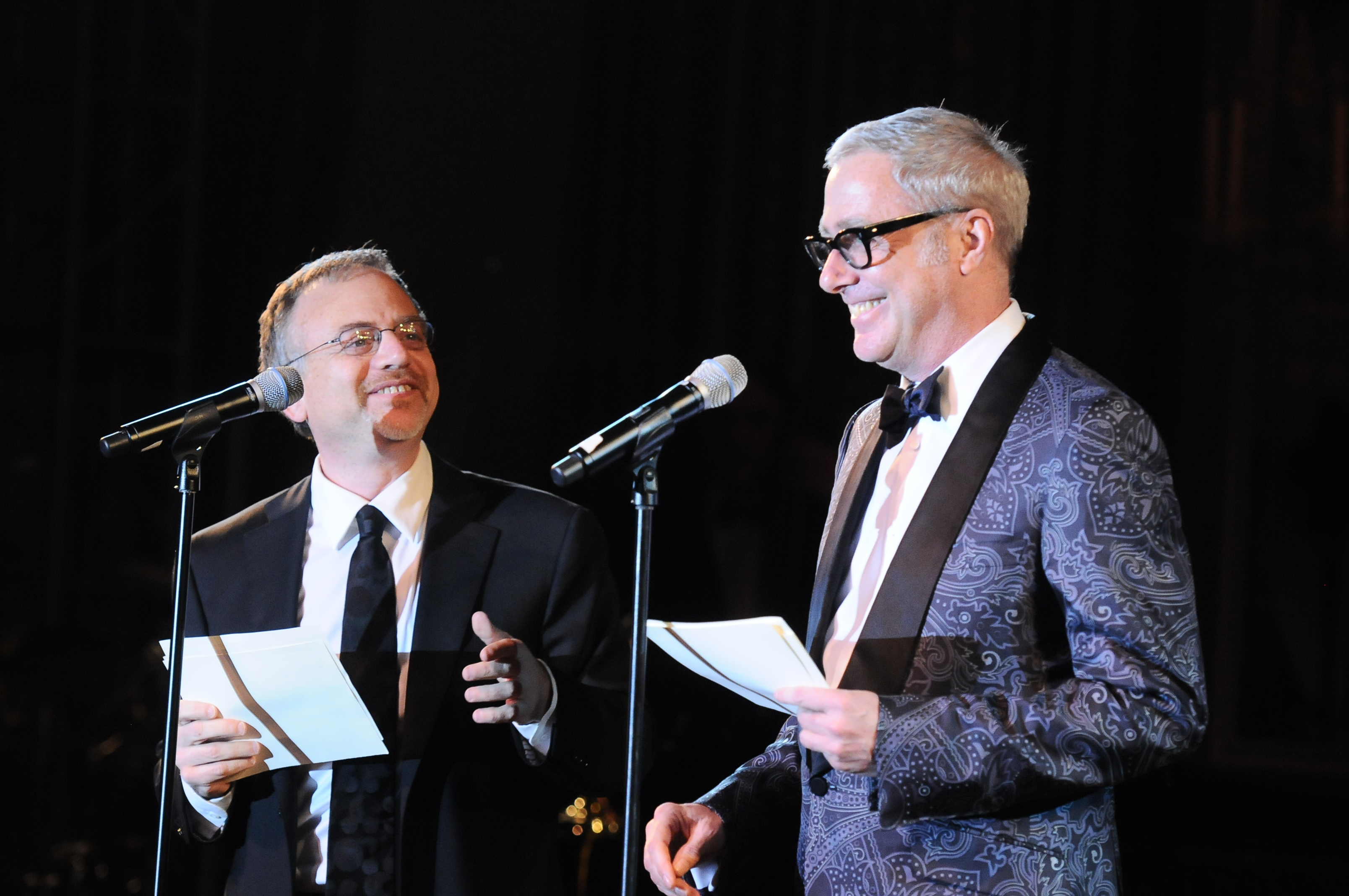
Marc Shaiman und Scott Wittman

Scott Wittman (* 16. November 1954 in Nanuet, New York) ist ein US-amerikanischer Theaterregisseur, Textschreiber und Drehbuchautor, der vor allem am Broadway tätig ist.

## Leben
Wittman wuchs in Nanuet, New York auf und besuchte dort die High School bis 1972. Anschließend studierte er zwei Jahre am Emerson College in Boston. Er brach das Studium jedoch ab, um in New York City eine Karriere am Musiktheater zu verfolgen. Während der Regie für eine Musikshow in Greenwich Village lernte er Marc Shaiman kennen. Die beiden arbeiteten von da an eng zusammen und wurden Geschäftspartner. Während Shaiman unter anderem für Saturday Night Live schrieb, organisierte Wittmann Konzerte unter anderem für Bette Midler, Christine Ebersole, Raquel Welch, Dame Edna Everage und Lypsinka.
2002 schrieben die beiden die Musik und Texte für das Musical Hairspray, das den Drama Desk Award for Outstanding Lyrics, den Tony Award für die beste Originalmusik sowie einen Grammy gewann. Wittmann überwachte und führte Regie bei der One-Man-Show Martin Short: Fame Becomes Me und dem Solokonzert Matters of the Heart von Patti LuPone (2000).
Die beiden arbeiteten zusammen mit Terrence McNally an einer musikalischen Adaption des Films Catch Me If You Can (2002), die 2009 in Seattle ihr Tryout hatte und im April 2011 am Neil Simon Theatre uraufgeführt wurde. Anschließend arbeiteten die drei am Musical Charlie and the Chocolate Factory.
2013 schrieben Wittman und Shaiman den Soundtrack zu Bombshell, einem Musical, das auf Smash basiert.
2018 schrieb Wittman die Texte zu neun Songs von Mary Poppins Returns.  Zusammen mit Shaiman wurde er für The Place Where Lost Things Go bei der Oscarverleihung 2019 für den Besten Song nominiert.